# Pedrógão de São Pedro
Pedrógão de São Pedro ist ein Ort und eine ehemalige Gemeinde (Freguesia) im portugiesischen Kreis Penamacor. Die Gemeinde hatte 502 Einwohner (Stand 30. Juni 2011).
Am 29. September 2013 wurden die Gemeinden Pedrógão de São Pedro und Bemposta zur neuen Gemeinde União das Freguesias de Pedrógão de São Pedro e Bemposta zusammengeschlossen. Pedrógão de São Pedro ist Sitz dieser neu gebildeten Gemeinde.